# Runcinacea
Runcinoidea es una superfamilia taxonómica (según la taxonomía de Gastropoda de Bouchet & Rocroi, 2005) o un clado Runcinaecea (según Malaquias et al. (2009)) de babosas marinas, moluscos gasterópodos marinos del clado Euopisthobranchia.

## Taxonomía

### Taxonomía 2005
Runcinoidea fue reconocida como una superfamilia en el clado Cephalaspidea, dentro del grupo informal Opisthobranchia en la taxonomía de Gastropoda por Bouchet & Rocroi, 2005).
También reconocieron dos familias, Runcinidae e Ilbiidae.

### Taxonomía 2009
Malaquias et al. (2009) reinstauró Runcinacea como un taxón válido fuera de Cephalaspidea.
También reconocieron dos familias Runcinidae (con el género Runcina) e Ilbiidae, pero no mencionaron superfamilias.

### Taxonomía 2010
Jörger y col. 2010 trasladó Runcinacea a Euopisthobranchia.

## Familias
Las familias dentro de Runcinoidea incluyen: 
- Familia Runcinidae
- Familia Ilbiidae